# George Carr Frison
Pour les articles homonymes, voir Frison.
George Carr Frison (11 novembre 1924 à Worland (Wyoming) – 7 septembre 2020 à Laramie) est un archéologue américain internationalement reconnu, récipiendaire de nombreuses récompenses et membre de l'Académie nationale des sciences américaine. Il fut le premier archéologue de l'État du Wyoming et un des fondateurs du département d'anthropologie de l'université du Wyoming.